# Dictya rufipes
Dictya rufipes är en tvåvingeart som först beskrevs av Fabricius 1805.  Dictya rufipes ingår i släktet Dictya och familjen kärrflugor.
Artens utbredningsområde är Tyskland. Inga underarter finns listade i Catalogue of Life.